# Indus
Indus-1, Indus-2 — источники синхротронного излучения в лаборатории RRCAT (Raja Ramanna Centre for Advanced Technology), Индаур, Индия.
Ускорительный комплекс состоит из инжекционной части и двух синхротронов, Indus-1 (энергия электронного пучка 450 МэВ) и Indus-2 (2.5 ГэВ). Инжектором служит микротрон на энергию 20 МэВ с частотой повторения 1-2 Гц, и последующий бустерный синхротрон, ускоряющий пучок до 700 МэВ.

## Indus-1
Накопитель Indus-1 был запущен в 1999 году. Кольцо периметром 18.96 м н энергию 450 МэВ состоит из 4 суперпериодов, критическая длина волны излучения из 15 кГс поворотных магнитов составляет 61 Å, кроме того имеется вывод излучения из вигглера с полем 3 Т. Проектный ток пучка 100 мА.

## Indus-2
Синхротрон Indus-2 начал работу в 2006 году. Магнитная структура кольца состоит из 8 ячеек DBA (Double Bend Achromat), каждая из которых включает 2 дипольных магнита, 9 квадрупольных линз и 6 секступольных линз для коррекции хроматизма. Критическая длина волны излучения из дипольных магнитов 1.986 Å. В прямолинейных бездисперсионных промежутках также установлены излучательные вигглеры и шифтеры.
| Основные параметры синхротрона            | Основные параметры синхротрона |
| ----------------------------------------- | ------------------------------ |
| Энергия электронов, E                     | 2.5 ГэВ                        |
| Периметр, П                               | 172.47 м                       |
| Частота обращения пучка, f0               | 1.738 МГц                      |
| Частота ВЧ, fвч                           | 505.812 МГц                    |
| Кратность ВЧ, q                           | 291                            |
| Бетатронные частоты, νx, νy               | 9.2, 5.2                       |
| Разброс энергий в пучке, σδE/E            | 0.9×10-3                       |
| Горизонтальный эмиттанс, εx               | 58.1 нм·рад                    |
| Длина сгустка, lсг                        | 2.23 см                        |
| Время радиационного затухания, τs, τx, τz | 2.28 мс, 4.74 мс, 4.62 мс      |
| Полный ток пучка, Ib                      | 300 мА                         |
| Потери мощности на излучение              | 187 кВт                        |